# Кроуфорд, Эрни
Уильям Эрнест Кроуфорд (англ. William Ernest Crawford; 17 ноября 1891, Белфаст, Северная Ирландия — 12 января 1959, там же), также известный как Эрни Кроуфорд (англ. Ernie Crawford) — ирландский регбист, замыкающий, и футболист, защитник.

## Клубная карьера

### Футбол
Кроме регби, Кроуфорд также занимался футболом на профессиональном уровне. Во время жизни в Белфасте, играл за местный «Клифтонвилл». В течение 1920-х годов, после переезда в Дублин, играл за столичный клуб «Богемиан». Но из-за необходимости совмещать регби и футбол, а также наличия в команде других защитников, Джека Маккарти и Берти Керра, в первой команде получал мало игрового времени. Тем не менее, Кроуфорд часто выступал за дубль «цыган» в Лиге Лейнстера. В сезонах 1926/27 и 1927/28 также в нескольких матчах играл за «Атлон Таун».

## Карьера в сборной

### Футбол
В 1924, после пробной игры, Кроуфорд был включен в заявку национальной сборной, отправившейся на VIII Летние Олимпийские игры в Париже. Кроуфорд был одним из шести игроков чемпионского «Богемиан», также отправившихся в Париж; другими пятью были Джек Маккарти, Берти Керр, Кристи Робинсон, Джон Томас и Джонни Мюррей. Но, как и Кристи Робинсон, Кроуфорд ощущал себя скорее зрителем, чем игроком: ни в одной из двух возможных игр защитник не появился на поле. Тем не менее, футболист выступал за сборную и после Олимпиады.

## Поздние годы
После завершения профессиональной карьеры, Кроуфорд работал регбийным функционером: выбирал игроков на победный Чемпионшип пяти наций 1948 года, занимал посты президента Ирландского регбийного союза в 1957—1958 годах и президента клуба «Скерриес».

## Внешние ссылки
- Профиль игрока на сайте Newulsterbiography.co.uk
- Профиль игрока на сайте Lansdownerugby.com